# Júlia Soares
Julia Soares (Curitiba, 23 agosto 2005) è una ginnasta brasiliana, membro della squadra brasiliana vincitrice della prima medaglia in una finale mondiale a squadre, nel 2023, e della prima medaglia olimpica a squadre, nel 2024.